# أندرو ويلر
أندرو ويلر (بالإنجليزية: Andrew Wheeler)‏ مواليد 18 يناير 1988 في إنفركارجل، هو لاعب كرة سلة نيوزلندي. بدأ مسيرته الاحترافية في سنة 2010. يلعب مع ساوثلاند شاركز في الدوري النيوزيلندي لكرة السلة كلاعب هجوم خلفي. يحمل الرقم 25.